# Tonicia forbesii
Tonicia forbesii är en blötdjursart som beskrevs av Carpenter 1857. Tonicia forbesii ingår i släktet Tonicia och familjen Chitonidae. Inga underarter finns listade i Catalogue of Life.